# Yolanda Vicente González
Yolanda Vicente González (San Sebastián, 12 de enero de 1975) es  economista y se dedicó a política española entre 2004-2015